# Сойфер, Яков Григорьевич
Я́ков Григо́рьевич Со́йфер (1885-28.07.1938) — советский партийный и государственный деятель. 

## Биография
Родился в Киеве. Какое-то время состоял в «Бунде». Член РСДРП с 1907 г. В 1913 г. вместе с Л. М. Кагановичем один из организаторов профсоюза сапожников и кожевников в Киеве.

### Работа
- 1918—1925 член коллегии Военно-продовольственного бюро ВЦСПС, председатель Московского губотдела Союза кожевников, секретарь Партийной коллегии Московской губернской контрольной комиссии РКП(б) — ВКП(б).
- 1930—1933 1-й секретарь Дзержинского райкома ВКП(б) (Москва).
- 1933—1935 1-й секретарь Ленинского райкома ВКП(б) (Москва)
- 1935 председатель Московского областного Совета профсоюзов.
- 1935—1937 1-й секретарь Тульского горкома ВКП(б).
- С сентября 1937 по апрель 1938 г. 1-й секретарь Организационного бюро ЦК ВКП(б) по Тульской области. Входил в состав особой тройки НКВД СССР, созданной по приказу НКВД СССР от 30.07.1937 № 00447[1][2].

В 1925—1927 и 1930—1934 гг. член Центральной Контрольной Комиссии РКП(б)/ВКП(б). В 1934—1938 гг. член Центральной Ревизионной Комиссии ВКП(б).
Делегат XV, XVI, XVII съездов ВКП(б). Член ВЦИК. Депутат Верховного Совета СССР по Тульскому городскому округу (1937).

## Завершающий этап
Арестован 7 апреля 1938 г. В материалах прошедшей в июле 1938 г. облпартконференции отмечалось, что он оказался «германским шпионом с большим стажем». Расстрелян летом. Реабилитирован 5 октября 1955 г.

## Семья
Дочь — Анна Яковлевна Ялова (1924—1997), работала в фирме «ОРГРЭС».

## Память
Именем Сойфера названа одна из улиц Тулы.